# Porphyra umbilicalis
Espèce
Porphyra umbilicalis est une espèce d'algues rouges de la famille des Bangiaceae.

## Dénomination et usage
Dans la plupart des pays d'Europe, on l'appelle nori comme d'autres espèces d'algues comestibles de la cuisine japonaise. En Grande-Bretagne, on l'appelle laver (en anglais) ou lawr/lafwr (en gallois). Il existe également un plat gallois à base de Porphyra umbilicalis, le laverbread (en) en anglais et en gallois bara lawr (cy).
Porphyra umbilicalis a permis de développer une crème photo-protectrice à partir de ces composés riche en MAA (Porphyra-334 et Shinorine) commercialisée par Mibelle AG biochemistry. Cette activité de photo-absorbance réduit l’effet des rayons UVR permettant une inhibition des ROS, limitant la sécheresse et les rides de la peau dues au soleil.

## Description morphologique
Cette algue est formée de lobes brun pourpré d'une dizaine de centimètres, translucides et de forme irrégulière, qui se déchirent facilement. Lorsqu'elle émerge à marée basse, sa couleur vire au vert olive et a tendance à noircir, mais elle reprend sa couleur initiale et son développement quand la marée la recouvre.

## Répartition et habitat
Cette algue s'accroche sur tout support solide (pierre, bois), et vit au niveau de l'étage supralittoral. 
En Europe, on la trouve de la mer du Nord à la Méditerranée en passant par l'Atlantique ; elle est absente de la mer Baltique. On la trouve en France, dans l'Atlantique et en Méditerranée.

## Nutrition
La taurine est l'acide aminé le plus abondant trouvé dans Porphyra umbilicalis. La taurine est un acide aminé essentiel pour la fonction normale du cœur et du cerveau. Elle est également un puissant antioxydant et a des effets anti-inflammatoires, contribuant ainsi à la régulation de diverses fonctions corporelles. La taurine est également connue pour ses propriétés immunomodulatrices et a été montrée pour améliorer la santé cognitive.

## Liste des sous-espèces, variétés et formes
Selon Catalogue of Life (6 déc. 2012) et World Register of Marine Species (6 déc. 2012) :
- forme Porphyra umbilicalis f. pudica Hamel, 1928
- forme Porphyra umbilicalis f. rosea Hamel, 1924
- forme Porphyra umbilicalis f. vulgaris (Ruprecht) Rosenvinge, 1909
- sous-espèce Porphyra umbilicalis subsp. laciniata (Lightfoot) J.Agardh, 1883
- sous-espèce Porphyra umbilicalis subsp. pacifica L.P.Perestenko, 1996
- sous-espèce Porphyra umbilicalis subsp. purpurea (Wahlenberg) J.Agardh, 1883
- variété Porphyra umbilicalis var. divisa J.Agardh, 1883
- variété Porphyra umbilicalis var. laciniata (Lightfoot) J.Agardh, 1883
- variété Porphyra umbilicalis var. novae-zelandiae Laing, 1928
- variété Porphyra umbilicalis var. simplex J.Agardh, 1883